# Marina (jméno)
Marina, též Marína je ženské jméno latinského původu.[zdroj?] Mužská podoba Marin(us) znamená žijící při moři, na moři, námořník.
V českých zemích se však jméno Marina či Marinka v minulosti používalo jako domácká podoba jména Marie.

## Zdrobněliny
Domácké podoby jména Marina jsou například: Mari, Mári, Márinka, Marička, Marinečka.

## Jmeniny
V České republice 10. října.

## Statistické údaje
Následující tabulka uvádí četnost jména v ČR a pořadí mezi ženskými jmény ve srovnání dvou roků, pro které jsou dostupné údaje MV ČR – lze z ní tedy vysledovat trend v užívání tohoto jména:
| Rok       | Četnost  | Pořadí    |
| 1999      | 136      | 500.      |
| 2002      | 143      | 489.      |
| Porovnání | o 7 více | o 11 lépe |

Změna procentního zastoupení tohoto jména mezi žijícími ženami v ČR (tj. procentní změna se započítáním celkového úbytku žen v ČR za sledované tři roky) je +6,0%.

## Známé Mariny
- Svatá Marina

- Marina Anisina – ruská krasobruslařka
- Marina Ivanovna Cvetajevová – ruská spisovatelka a básnířka
- Marina Erakovićová – tenistka
- Marina Michajlovna Raskova – ruská pilotka
- Marina Sirtis – britská herečka
- Marina Vyskvorkina – ruská sopranistka
- Marina Lambrini Diamandis – britská zpěvačka
- Marina Abramović – srbská performance art umělkyně